# Alvar Hansen
Alvar Hansen (ur. 1 maja 1960, zm. 2 listopada 2011 w Warszawie) – projektant modeli i propagator modelarstwa, z zawodu artysta plastyk. 

## Życiorys

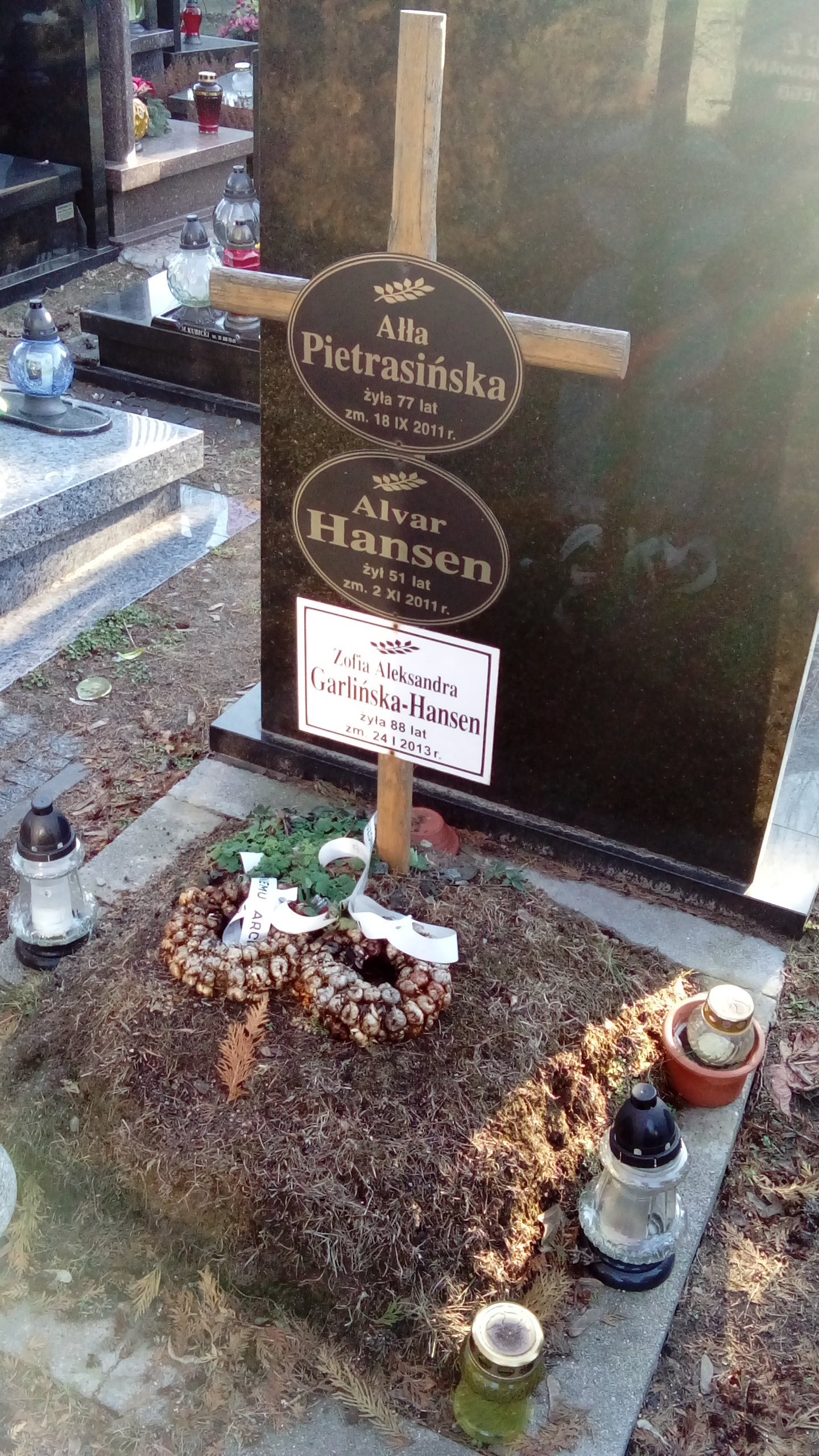
Grób Alvara i Zofii Garlińskiej-Hansen na Cmentarzu Wojskowym na Powązkach

Był synem Zofii Garlińskiej-Hansen i Oskara Hansena. Ukończył warszawską ASP. 
Zajmował się przede wszystkim modelarstwem kartonowym, współpracując w tym zakresie z niemieckim wydawnictwem Schreiber-Bogen, dla którego wykonał wiele projektów. Był autorem książki o modelarstwie kartonowym, wydanej w języku niemieckim (Papiermodelle bauen: Techniken für Anfänger und Profis, 2003) i angielskim (Card Modelling, 2003). Od 1998 roku pisał artykuły do „Młodego Technika”, tworzące dwa cykle tematyczne: „Podróże, pokazy, muzea” o europejskich muzeach technicznych, wojskowych i popularnonaukowych oraz „Jak pomyślał, tak zrobił”, będący ilustrowanym opisem wykonywanych przez niego historycznych modeli i całych dioram. Łącznie w „Młodym Techniku” opublikował ok. 250 artykułów.
Został pochowany na cmentarzu Wojskowym na Powązkach w kwaterze 43AII-2-6.
W 2006 roku w Muzeum Techniki miała miejsce wystawa „Alvar z dachu, czyli sześć stron modelarskiego świata”, prezentująca prace Alvara Hansena.